# Adelaide Tambo
Adelaide Frances Tambo, geboren als Adelaide Frances Tshukudu (Vereeniging, 18 juli 1929 - Johannesburg, 31 januari 2007), bijgenaamd Mama Tambo, was een prominent Zuid-Afrikaans politica en antiapartheidsactiviste. Ze heeft een opleiding als verpleegster gevolgd, en toen ze 18 jaar was ging ze bij het ANC. Ze zat meer dan vijftig jaar in de politiek van Zuid-Afrika en trouwde in 1956 met de latere ANC-voorzitter Oliver Tambo. Ze zat van 1994 tot 1999 in het parlement.
Adelaide Tambo ontving de gouden Orde van de Baobab, een van de hoogste onderscheidingen die sinds 1994 uitgeloofd is en van de Zuid-Afrikaans Angelsaksische kerk ontving ze de Orde van Simon.
Tambo stierf op 31 januari 2007 op de leeftijd van 77 jaar in haar woning in Johannesburg. Ze is op 10 februari 2007 naast haar man begraven. De dienst werd gehouden in een stadion onder leiding van de aartsbisschop van de Angelsaksische kerk Njongonkulu Ndungane. Onder de duizenden rouwende mensen bevonden zich de presidenten Thabo Mbeki and Nelson Mandela.
Ze heeft twee dochters en een zoon, die presentator van een Zuid-Afrikaans praatprogramma is. 